# Deanna Russo
Deanna Russo (ur. 17 października 1979 r. w New Jersey, USA) – amerykańska aktorka, producentka i reżyserka. 
Najbardziej znana z roli dr Logan Armstrong w operze mydlanej pt. The Young and the Restless. Pojawiła się gościnnie w wielu produkcjach m.in.: w Czarodziejki i CSI: Kryminalne zagadki Las Vegas. Na deskach teatru grywała w spektaklach "Closer", "MacBeth" oraz "Chamber Music".
Reklamowała m.in. marki: Axe, Ford i Disney. Jedna z reklam Axe z jej udziałem otrzymała tytuł "Najzabawniejszej reklamy roku 2007".
W roku 2006 wyreżyserowała krótkometrażowy film o kotach pt.: Taste of Kream, którego była również producentką.
Wystąpiła na łamach grudniowego Playboya w 2007 r. jako "Dziewczyna Miesiąca" oraz we wrześniowym wydaniu Maxima z 2008 roku.
Można było ją zobaczyć w produkcji kanału NBC - w filmie i serialu Knight Rider, gdzie wcieliła się w postać córki twórcy super samochodu KITT.

## Filmografia
- 2014-2015: Dwóch i pół jako Laurel
- 2012: Zła terapia jako Emily Edmonds
- 2012: Burning Love jako Tamara
- 2011: Mary Horror jako Kristen Reynolds
- 2011: Być człowiekiem jako Kat Neely
- 2010: Worst Friends jako Cassandra
- 2009: 323 jako Katrina
- 2009: Białe kołnierzyki jako Taryn Vandersant
- 2008-2009: Nieustraszony (serial) jako Sarah Graiman
- 2008: Podróż widmo... Serena
- 2008: Knight Rider (film) jako Sarah Graiman
- 2007: Żar młodości jako dr Logan Armstrong
- 2007: Agenci NCIS jako Ashley
- 2007: Jak poznałem waszą matkę jako Brooke Bartholomay
- 2007: Wyznawcy jako Rebecca
- 2006: CSI: Kryminalne zagadki Nowego Jorku jako Laura Jeffries
- 2006: Ostatni postój jako Tracy Kress
- 2005: The Food Chain: A Hollywood Scarytale jako Diza
- 2005: CSI: Kryminalne zagadki Las Vegas jako Lori Kyman
- 2003: A Moment Of Clarity jako Claire
- 2003: Dirt On Leaves jako Allison
- 2003: Czarodziejki jako Eve
- 2001: Virgins jako przyjaciółka Whitney
- 2000: Noah Knows Best jako klubowiczka